# Azzurro 1985
La quarta edizione di Azzurro si è tenuta al Teatro Petruzzelli di Bari ad aprile 1985. È stata trasmessa su Italia 1 in cinque serate, con la finale andata in onda il 28 aprile. 
La sigla iniziale della trasmissione era Parlami di Anna Oxa.
La conduzione venne affidata a Milly Carlucci e Gabriella Carlucci, Licia Colò, Susanna Messaggio, Stella Carnacina, Gabriella Golia, Jinny Steffan e il patron della manifestazione Vittorio Salvetti.

## Squadre partecipanti e classifica finale

### Corallo rosso
Capitana: Licia Colò; voti: 1 334
- Valerie Dore – It's So Easy
- Carrara – Welcome to the Sunshine
- Fiorella Mannoia – L'aiuola
- Matt Bianco – More Than I Can Bear
- Amanda Lear – No Credit Card
- Howard Jones – Look Mama
- Canton – Please Don't Stay
- Silver Pozzoli – Around My Dreams
- Valentino – Iena
- Alba – Only Music Survives

### Gabbiano giallo
Capitana: Susanna Messaggio; voti: 1 278
- Flying Foxes – Angel e So close
- Dodi Battaglia – Più in alto... che c'è
- Roberto Vecchioni – Medley
- David Cassidy – The Last Kiss
- Village People – Sex over the Phone e New York city
- Riccardo Fogli – Dio come vorrei e Buone vibrazioni
- As Meninas – A cavallo della luna
- Scotch – Disco Band  Take me up
- Sign System – Stay with Me

### Sirena verde
Capitana: Gabriella Golia; voti: 873
- Dead or Alive – You Spin Me Round
- Meccano – Endless Refrain
- Loredana Bertè – Banda clandestina
- Eric Carmen – I Wanna Hear It from Your Lips
- Raf – I Don't Want to Lose You
- China Crisis – Black Man Ray
- Aida Cooper – I'll Go Crazy
- Bobby Farrell – I See You  Happy song
- Michele Pecora – Me ne andrò
- Jay Rolandi – Circus Love

### Delfino bianco
Capitana: Stella Carnacina; voti: 805
- Sandy Marton – Camel by Camel
- Jean Rich – Maybe This Is Love
- Mike Francis – Let Me In
- The Creatures – Just in the Name of Love
- Mondorhama – Stories
- Scialpi – Ti piacerà
- Europe – Six-two-eight
- Black White & co. - Dare do it
- Vivien Vee – Americano
- Twilight – My Mind
- Shannon – Do You Wanna Get Away

### Onda blu
Capitana: Jinny Steffan; voti: 710
- Gruppo Italiano – Sole d'agosto
- Celeste – Lascia che sia
- Demis Roussos – Anytime at All - Stand by me - Love me tender
- Strappo – E allora dai
- Kim & The Cadillacs – Medley
- Novecento – Why Me
- Louana – Get Back
- Flavia Fortunato – C'è una ragione
- Marina Occhiena – Videosogni
- Matia Bazar – Angelina

## Ospiti
- Howard Jones – Things Can Only Get Better
- Gepy & Gepy con la G and G Soul Band – Basta con te
- Anna Oxa – Francesca (con i miei fiori) presentata in chiusura del quarto appuntamento (seconda serata – parte finale)
- Zuzzurro e Gaspare
- Gianna Nannini
- New Glory